# The Story of Will Rogers
The Story of Will Rogers is een Amerikaanse dramafilm uit 1952 onder regie van Michael Curtiz.

## Verhaal
Will Rogers brengt zijn jonge jaren door op de boerderij van zijn vader. Hij tracht Betty te versieren, voordat hij ervandoor gaat om een carrière uit te bouwen als rodeorijder. Will ziet zwarte sneeuw, totdat hij grappen begint te maken over de actualiteit. Hij groeit al gauw uit tot een populaire komiek. Tijdens de Grote Depressie zet hij zich in voor arme boeren. In 1935 sterft hij in een vliegramp.

## Rolverdeling
| Acteur           | Personage           |
| ---------------- | ------------------- |
| Will Rogers jr.  | Will Rogers         |
| Jane Wyman       | Betty Rogers        |
| Carl Benton Reid | Senator Clem Rogers |
| Eve Miller       | Cora Marshall       |
| James Gleason    | Bert Lynn           |
| Slim Pickens     | Dusty Donovan       |
| Noah Beery jr.   | Wiley Post          |
| Mary Wickes      | Mevrouw Foster      |
| Steve Brodie     | Dave Marshall       |
| Pinky Tomlin     | Orville James       |
| Margaret Field   | Sally Rogers        |
| Eddie Cantor     | Eddie Cantor        |